# 大湾罗乡
大湾罗乡，是中华人民共和国湖南省怀化市新晃侗族自治县下辖的一个乡镇级行政单位。

## 行政区划
大湾罗乡下辖以下地区：
米公寨村、木铎溪村、中段村、向家地村、酸广冲村、川岩村、高寨村、冷水冲村、塘家坝村、大湾罗村、毛溪村、甘家桥村、水洞村、兴隆坳村和新坪村。